# Anamidae
Anamidae zijn een familie van spinnen bestaande uit 10 geslachten. 

## Geslachten
De volgende geslachten zijn bij de familie ingedeeld:
- Aname L. Koch, 1873
- Chenistonia Hogg, 1901
- Hesperonatalius Castalanelli, Huey, Hillyer & Harvey, 2017
- Kwonkan Main, 1983
- Namea Raven, 1984
- Proshermacha Simon, 1908
- Swolnpes Main & Framenau, 2009
- Teyl Main, 1975
- Teyloides Main, 1985
- Troglodiplura Main, 1969